# Lorenzo Delleani
Lorenzo Delleani (Pollone, 17 gennaio 1840 – Torino, 13 novembre 1908) è stato un pittore italiano.

## Biografia

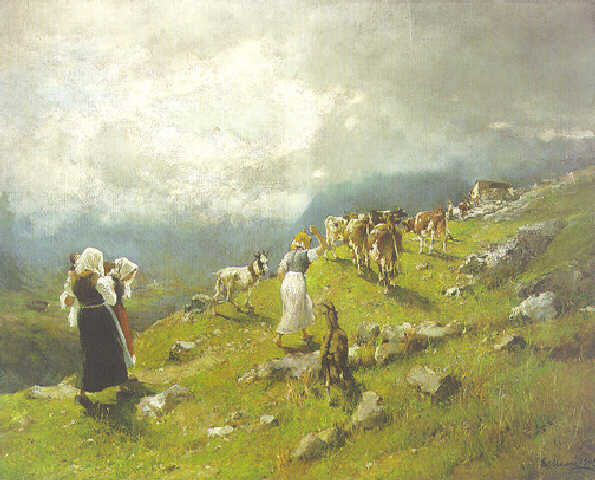
Primavera in alta montagna, 1904-1905

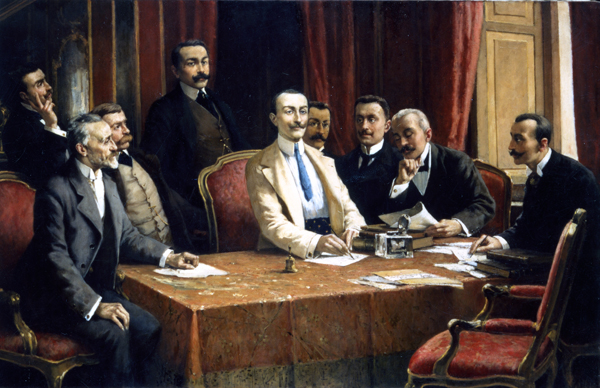
Lorenzo Delleani, I fondatori della F.I.A.T..
Emanuele Cacherano di Bricherasio è al centro, con giacca chiara e cravatta azzurra, nello studio di Palazzo Bricherasio

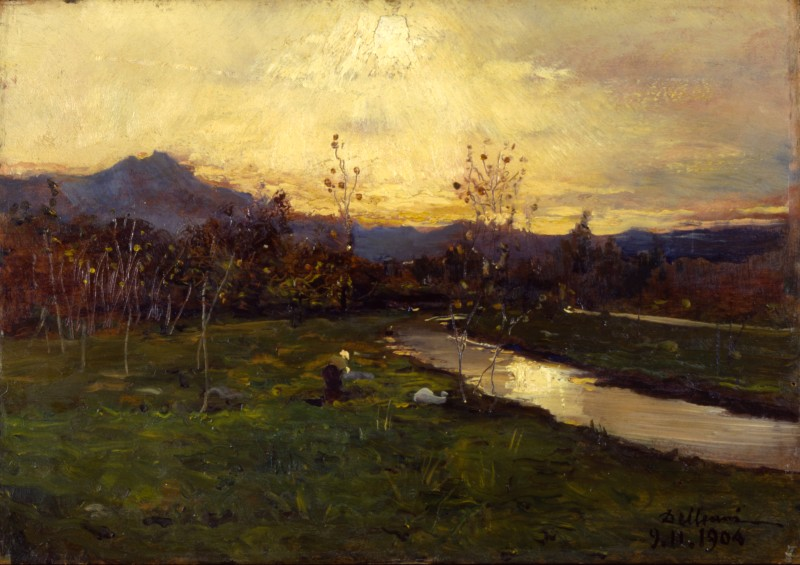
Autunno dorato o Tramonto a novembre (effetti di luce), 1904 (Fondazione Cariplo)

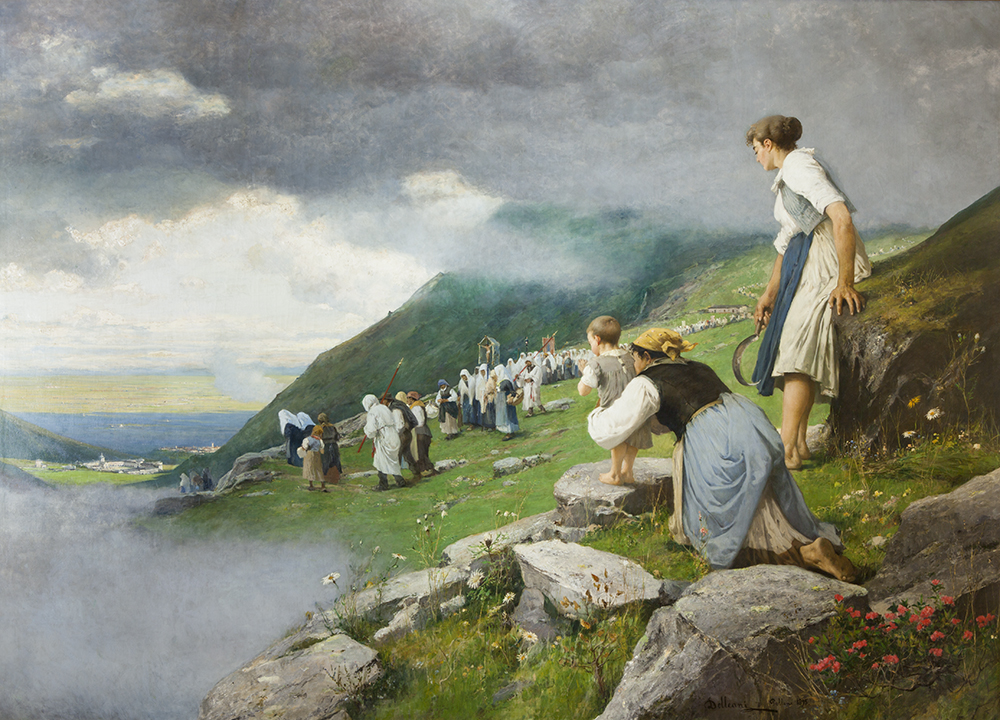
Pellegrinaggio ad Oropa, Palazzo Mazzetti, Asti

Lorenzo Delleani si formò all'Accademia Albertina di Torino, come allievo di Cesare Gamba e di Carlo Arienti. Inizialmente si unì ai pittori romantici e dipinse tele con soggetti storici, riportando alcuni riconoscimenti ufficiali. Nel 1874 espose al Salon de Paris e vi tornò nel 1878 con Regate a Venezia. Dalla fine del settimo decennio dell'Ottocento il suo stile variò progressivamente, nei mezzi espressivi e nel repertorio tematico, in direzione di una rinnovata attenzione allo studio dal vero del paesaggio, realizzando tele con tinte dense e smaglianti. Famose erano le sue tavolette, eseguite con tocchi rapidi e sicuri.
Con l'inizio degli anni ottanta si dedicò esclusivamente ad una pittura en plein air, condotta in dense pennellate di colore che catturano la luce, adottando tra i soggetti preferiti vedute piemontesi, raffigurate al variare della luce e delle stagioni. Nel 1883 si recò in Olanda, a studiare i pittori del Secolo d'Oro e ne riportò muovi stimoli creativi e l'uso di un colore fastoso.
Nel 1899 partecipò alla III Esposizione internazionale d'arte di Venezia, accompagnato dalla sua allieva e mecenate Sofia Cacherano di Bricherasio.

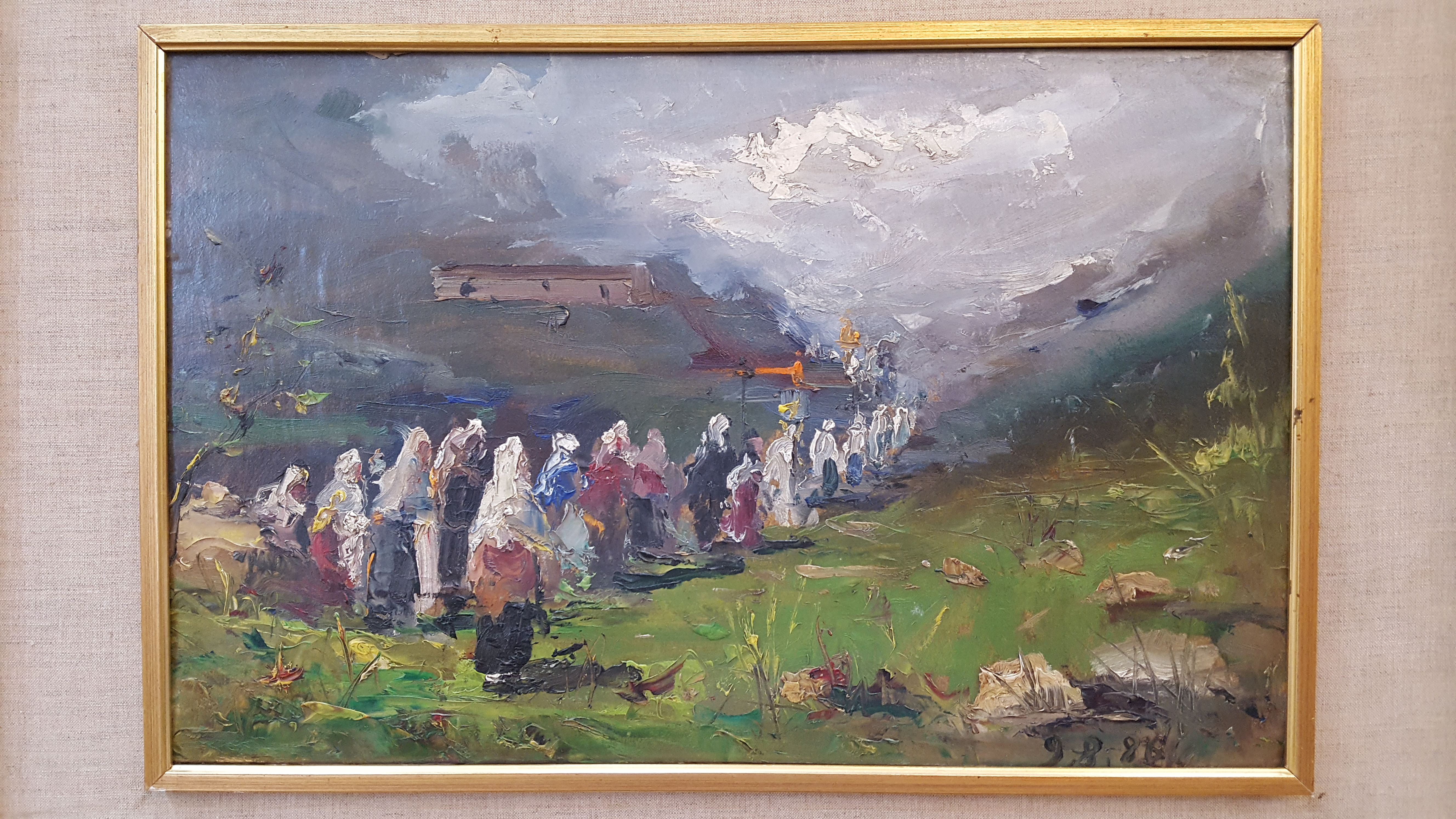
La processione

La partecipazione alla Biennale di Venezia nel 1905, con circa quaranta opere e la partecipazione all'Esposizione internazionale d'arte di Monaco, nello stesso anno, sancirono il successo internazionale dell'artista.
Il Comune di Torino gli ha intitolato una via, nel quartiere Pozzo Strada; lo stesso hanno fatto i Comuni di Biella, di Novara, di Chieri, di Santena e di Milano.

### Opere
Tra i suoi dipinti, numerosi sono i paesaggi di montagna, caratterizzati da colori brillanti e da una pennellata pastosa e veloce; particolarmente apprezzati dai collezionisti sono quelli del periodo 1883-1889. A Delleani non piaceva dipingere vedute cittadine, ma preferiva paesaggi naturali, soprattutto della zona biellese.
I suoi luoghi preferiti furono Torino, dove trascorse parecchi inverni, Biella, Pollone e il castello di Miradolo, dove fu ospite dei conti Cacherano di Bricherasio e in particolare dalla contessa Sofia Cacherano di Bricherasio, la sua allieva prediletta.
Grande amico e frequentatore della famiglia Bricherasio, Delleani fu anche testimone di un evento storico. Emanuele Bricherasio, fratello della sua allieva Sofia, si distinse per il suo intraprendente impegno nell'emergente settore dell'industria automobilistica e il 1º luglio 1899 convocò nella residenza torinese della famiglia un gruppo di eminenti aristocratici e notabili, figurando tra i soci fondatori di una prima società che prese poi il nome di F.I.A.T.. A Delleani fu espressamente richiesto di raffigurare il memorabile evento ed egli realizzò il dipinto, dove Emanuele Bricherasio è ritratto nell'intento di siglare il documento che lo elevava alla carica di vicepresidente.
Nel centenario della sua morte sono state allestite, in contemporanea e in sinergia tra loro, tre importanti mostre: Delleani e il suo tempo a Palazzo Bricherasio in Torino, Delleani e il cenacolo di Sofia di Bricherasio al Castello di Miradolo in San Secondo di Pinerolo e Delleani la vita e le opere al Museo del Territorio Biellese in Biella.